# 차고 지르기
《차고 지르기》(영어: Kicking & Screaming)는 2005년 공개된 미국의 스포츠 코미디 영화이다. 제시 딜런 감독이 연출했고, 저드 애퍼타우가 제작에 참여했다. 그리고 윌 페럴, 로버트 듀발, 케이트 월시, 마이크 딧카, 조시 허처슨이 출연하였다.

## 줄거리
필은 자신이 운동 선수가 되길 바란 고압적인 아버지 벅의 기대에 부응하지 못한 채 어른이 되었다. 필의 어린 아들 샘은 축구 리틀 리그 지역 최고의 팀이며 벅이 감독으로 있는 글래디에이터스에 들어가있지만 벅은 샘을 벤치 신세로 만든다.
벅이 샘을 최약체 팀인 타이거스로 전출시킨 뒤 샘이 타이거스 선수로 뛰는 첫 경기에 감독이 나타나지 않자 필은 경기를 기권하는 대신 자신이 감독으로 일하기로 한다. 필은 벅과 앙숙이며 NFL 올해의 감독상을 두 차례 받은 이웃 마이크 딧카를 코치로 끌어들인다. 마이크가 동네 정육점에서 일하는 이탈리아 소년 둘을 발굴하면서 타이거스는 결선을 향해 나아간다.

## 출연
- 윌 페럴 - 필 웨스턴 역
- 로버트 듀발 - 벅 웨스턴 역
- 마이크 딧카 - 본인 역
- 케이트 월시 - 바버라 웨스턴 역
- 조시 허처슨 - 버키 웨스턴 역
- 스티븐 앤서니 로런스 - 마크 에이버리 역
- 딜런 매클로플린 - 샘 웨스턴 역
- 레이철 해리스 - 앤 호건 역
- 데이비드 허먼 - 심판 역
- 줄리아 캠벨 - 재닛 데이비슨 역
- 필 루이스 - 존 라이언 역
- 맷 윈스턴 - 톰 해나 역
- 칼리 로선버그 - 왓슨 부인 역
- 팀 샤프 - 정육점 점원 역
- 롭 베네딕트 - 빈타운 점원 역
- 마틴 스타 - 빈타운 고객 역
- 리사 래키 - 빈타운 고객 역
- 스콧 애드싯 - 스튜 역
- 피터 제이슨 - 클라크 역
- 앨릭스 보스틴 - 허머 여성 역 (크레디트 미기재)

## 기타 제작진
- 협력 제작: 미아 애퍼타우
- 배역: 주얼 베스트럽, 진 매카시
- 미술: 클레이턴 하틀리
- 의상: 패멀라 위더스